# Монкоси-Нові
Монкоси-Нові (пол. Mąkosy Nowe) — село в Польщі, у гміні Ястшембія Радомського повіту Мазовецького воєводства.
Населення — 215 осіб (2011).
У 1975-1998 роках село належало до Радомського воєводства.

## Демографія
Демографічна структура станом на 31 березня 2011 року:
|          | Загалом | Допрацездатний вік | Працездатний вік | Постпрацездатний вік |
| -------- | ------- | ------------------ | ---------------- | -------------------- |
| Чоловіки | 111     | 27                 | 73               | 11                   |
| Жінки    | 104     | 26                 | 55               | 23                   |
| Разом    | 215     | 53                 | 128              | 34                   |